# Mahendra Singh Dhoni
Pour les articles homonymes, voir Singh.
Mahendra Singh Dhoni est un joueur de cricket international indien né le 7 juillet 1981 à Ranchi, Jharkhand. Il débute avec l'équipe du Bihar en cricket « first-class » en 2000, à l'âge de dix-huit ans. Gardien de guichet et batteur, il est sélectionné pour la première fois avec l'équipe d'Inde en 2004 en ODI et en test-match l'année suivante.
Dhoni est capitaine de l'équipe nationale lorsque celle-ci remporte la première édition du championnat du monde de Twenty20, en 2007. Il signe le plus gros contrat de l'Indian Premier League lors de la saison inaugurale de ce trophée. Il devient capitaine de l'Inde en test-matchs fin 2008. En 2011, il est encore à la tête de la sélection lorsqu'elle gagne, à domicile, la Coupe du monde.
Il a été élu 52e dans le top 100 des personnes les plus influentes du monde en 2011.

## Bilan sportif

### Principales équipes
| Équipes nationales  | Test                  | ODI                   | Twenty20        |
| ------------------- | --------------------- | --------------------- | --------------- |
| Inde                | 2005 - 2014           | 2004 - 2019           | 2006 - 2019     |
| Asie cricket        | -                     | 2007                  | -               |
| Équipes nationales  | First-class           | List A                | Twenty20        |
| Bihar cricket       | 1999-2000 - 2003-2004 | 1999-2000 - 2003-2004 | -               |
| Jharkhand cricket   | 2004-2005             | 2004-2005             | 2006-2007       |
| Chennai Super Kings | -                     | -                     | 2008 - presente |

## Honneurs
- Joueur de l'année en One-day International aux ICC Awards 2008[1].
- Rajiv Gandhi Khel Ratna en 2008.
- Le film M.S. Dhoni : The Untold Story raconte sa vie[2].